# Oliviero Caraffa
Oliviero Caraffa, född 1430 och död 19 januari 1511, var en italiensk adelsman av ätten Caraffa.
Caraffa blev kardinal 1467. Han var en typisk renässansgestalt, framstående som teolog, jurist, och kännare av antikens konst. I spetsen för en påvlig flotta bekämpade han Osmanska riket i Mindre Asien.